# Sonet 130 (William Szekspir)

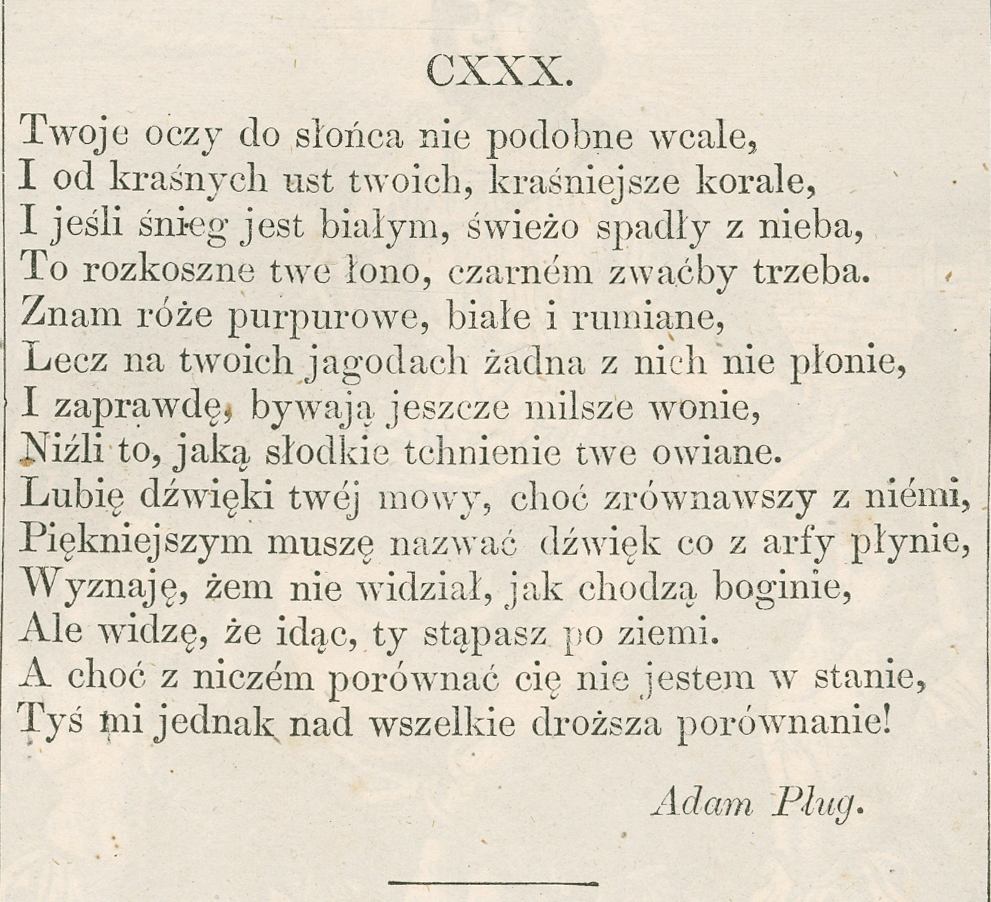
Pierwszy przekład sonetu 130 na język polski z 1866 przez Antoniego Pietkiewicza.

My mistress' eyes are nothing like the sun;

Coral is far more red, than her lips red:

If snow be white, why then her breasts are dun;

If hairs be wires, black wires grow on her head.

I have seen roses damasked, red and white,

But no such roses see I in her cheeks;

And in some perfumes is there more delight

Than in the breath that from my mistress reeks.

I love to hear her speak, yet well I know

That music hath a far more pleasing sound:

I grant I never saw a goddess go,

My mistress, when she walks, treads on the ground:

And yet by heaven, I think my love as rare,
As any she belied with false compare.

Nie są jak słońce oczy mojej damy,

Od ust jej żywsza jest czerwień korali;

Jest li śnieg biały, piersi jej dwie plamy,

Jest li włos z drutu, włos jej z czarnej stali.

Widziałem róże białe i czerwone,

Lecz na jej licach niema takiej róży;

Milszą są wonią kwiaty nasycone,

Niżeli zapach, który tchom jej służy.

Lubię, gdy mówi, lecz muzyka słodziej

Przemawia do mnie melodjami swemi;

Nigdym nie widział, jak bogini chodzi,

Ona gdy stąpa, to stąpa po ziemi.

Jednak, niż wszystkich złych porównań próba,
Stokroć wybrańsza będzie moja luba.

Sonet 130 (incipit MY Miſtres eyes are nothing like the Sunne) – jeden z cyklu 154 sonetów autorstwa Williama Szekspira. Po raz pierwszy został opublikowany w 1609 roku.

## Treść
W sonecie tym podmiot liryczny, przez niektórych badaczy utożsamiany z autorem, ogłasza światu brak u swojej kochanki, Czarnej Damy, konwencjonalnych atrybutów piękności, opiewanych zwykle w poezji miłosnej.
Sonet ten może być odczytany również jako satyra na tradycyjne w poezji miłosnej porównywanie ukochanej osoby do wszystkiego, co piękne pod słońcem, a także do rzeczy boskich i nieśmiertelnych. Chociaż w pierwszych dwóch czterowierszach znajdujemy wiele negatywnych porównań, to w końcowym sześciowierszu podmiot liryczny sugeruje, że jej głos jest słodszy niż jakakolwiek muzyka, a żadna bogini nie może się równać z kochanką pod względem jej czysto ludzkiej piękności i jej śmiertelnej dostępności.

## Polskie przekłady
| 1866 |  | Twoje oczy do słońca nie podobne wcale,           |  | Antoni Pietkiewicz  | [ 10 ] |
| 1907 |  | Nie są jak słońce oczy mojej damy,                |  | Jan Kasprowicz      | [ 11 ] |
| 1913 |  | Słońcu jej oka nie przyrównam wcale,              |  | Maria Sułkowska     | [ 12 ] |
| 1922 |  | Nie są jak słońce oczy mojej damy,                |  | Jan Kasprowicz      | [ 4 ]  |
| 1948 |  | Z oczu mojej kochanki blask słońca nie strzeli;   |  | Władysław Tarnawski | [ 13 ] |
| 1968 |  | Blask w oczach mej kochanki do słońca promieni    |  | Marian Hemar        | [ 14 ] |
| 1979 |  | W oczach kochanki mojej słońce nie lśni,          |  | Maciej Słomczyński  | [ 15 ] |
| 2011 |  | Nie słońcem jest ten promień, co z oczu jej pada; |  | Stanisław Barańczak | [ 6 ]  |
| 2015 |  | Jej oczy nie są równe słońca krasie               |  | Ryszard Długołęcki  | [ 16 ] |